# Svartstrupig sporrgök
Svartstrupig sporrgök (Centropus leucogaster) är en fågel i familjen gökar inom ordningen gökfåglar.

## Utbredning och systematik
Svartstrupig sporrgök delas in i tre underarter:
- Centropus leucogaster leucogaster – förekommer i södra Senegal och Guinea-Bissau till sydöstra Nigeria
- Centropus leucogaster efulenensis – förekommer i sydvästra Kamerun och norra Gabon
- Centropus leucogaster neumanni – förekommer lokalt i nordöstra Kongo-Kinshasa (Ituriskogen)

## Status
IUCN kategoriserar arten som livskraftig.